# Gabriel Medina (surfista)
Gabriel Medina Pinto Ferreira (São Sebastião, 22 de diciembre de 1993) es un surfista profesional brasileño, campeón mundial de surf en 2014, 2018 y 2021.
En 2014 logró ganar el campeonato mundial a la temprana edad de 20 años durante la última etapa del circuito en Hawái, al verse sus oponentes más directos y con mayor opción al título eliminados antes de llegar a cuartos de final. Antes ya había logrado otra hazaña, pues en 2012 fue el segundo surfista del mundo en realizar una de las maniobras más insólitas y difíciles de este deporte: el back flip, un salto mortal de espaldas.

## Palmarés internacional
| ISA World Surfing Games | ISA World Surfing Games | ISA World Surfing Games | ISA World Surfing Games |
| Año                     | Lugar                   | Medalla                 | Prueba                  |
| ----------------------- | ----------------------- | ----------------------- | ----------------------- |
| 2019                    | Miyazaki                | Medalla de oro          | Equipo                  |
| 2019                    | Miyazaki                | Medalla de bronce       | Individual              |
| 2023                    | Surf City               | Medalla de bronce       | Equipo                  |
| 2024                    | Arecibo                 | Medalla de oro          | Individual              |
| 2024                    | Arecibo                 | Medalla de oro          | Equipo                  |

## Biografía

### Carrera
Comenzó a surfear a los nueve años. A los once ganó su primer campeonato a nivel nacional, la etapa Rip Curl Grom Search en la categoría Sub-12 disputada en Búzios, Río de Janeiro. A partir de ahí, ganó campeonatos brasileños Amateur y fue campeón de los circuitos Volcom Sub-14, Quiksilver King of Groms, Rip Curl Grom Search y tricampeón Paulista. En California (Estados Unidos), fue subcampeón del Volcom Internacional Sub-14 y en Ecuador, subcampeón del Mundial Amateur Sub-16.
A los catorce años ya participaba en las competencias del Paulista Profesional y participó de etapas del Mundial Profesional, cuando, en Ubatuba, Estado de São Paulo, logró derrotar a su ídolo Adriano Mineirinho. En julio de 2009, Gabriel Medina firmó contrato con la empresa australiana Rip Curl y se profesionalizó. Diez días después, ganó la etapa del Mundial Profesional.
En 2011 llegó la secuencia que lo llevó a compartir los sitios de los mejores del mundo, el WQS 6 estrelas Prime en Imbituba, Santa Catarina, los dos WQS 6 estrelas en Francia y España. Se sumó la victoria en la etapa del Mundial Pro Júnior, también en olas francesas. Fue el primero brasileño en ganar una etapa australiana del Backside (Gold Coast Australia), así como también el surfista do Brasil que más tiempo encabezó el ranking mundial, en la historia.
Ingresó en la élite del surf mundial (ASP World Tour) en 2011, con apenas 17 años. En 2011 venció en dos etapas del ASP World Tour, en los eventos realizados en Francia y Estados Unidos. En ese año consiguió gran repercusión en los medios de comunicación por completar la manobra backflip.

### Título
Se consagró campeón mundial en la Pipeline Masters, en Hawái, tras quedar segundo en la última etapa del recorrido, el 19 de diciembre de 2014, al ser eliminados el australiano Mick Fanning y el norteamericano Kelly Slater, once veces campeón mundial, los únicos que tenían puntos acumulados para tener opción de ganarle el título. Fue ayudado por otro brasileño, el catarinense Alejo Muniz, que derrotó tanto Slater como a Fanning en dos baterías de los cuartos de final, mientras Medina venció al brasileño Filipe Toledo y al hawaiano Dusty Payne.

## Estadísticas y Resultados

### ASP World Championship Tour
| Torneio/Etapa                 | 2011 | 2012 | 2013 | 2014 | 2015 |
| ----------------------------- | ---- | ---- | ---- | ---- | ---- |
| Quiksilver Pro Gold Coast     | DNP  | 25º  | 13º  | 1º   | TBA  |
| Rip Curl Pro                  | 25º  | 13º  | 13º  | 9º   | TBA  |
| Billabong Pro Rio             | DNP  | 25º  | 3º   | 13º  | TBA  |
| Billabong Pro J-Bay           | DNP  | –    | –    | 5º   | TBA  |
| Billabong Pro Teahupoo        | DNP  | 5º   | 13º  | 1º   | TBA  |
| Fiji Pro                      | –    | 2º   | 25º  | 1º   | TBA  |
| Hurley Pro Trestles           | 13º  | 9º   | 13º  | 5º   | TBA  |
| Quiksilver Pro France         | 1º   | 5º   | 2º   | 5º   | TBA  |
| Rip Curl Pro Portugal         | 13º  | 2 º  | 25º  | 13º  | TBA  |
| Rip Curl Pro Search           | 1 º  | –    | –    | –    | –    |
| Drug Aware Margaret River Pro | –    | –    | –    | 5 º  | TBA  |
| Oakley Pro Bali               | –    | –    | 13º  | –    | –    |
| O'Neill Coldwater Classic     | –    | 5 º  | –    | –    | –    |
| Billabong Pipeline Masters    | 5 º  | 9º   | 13º  | 2 º  | TBA  |
| Ranking                       | 12º  | 7º   | 14º  | 1º   | –    |

### Victorias
Número de vitorias: 11, segundos 5 en el  ASP World Tour :
| Vitórias no ASP World Tour |                            |                        |                    |
| Año                        | Evento                     | Local/Praia            | País               |
| 2011                       | Rip Curl Pro Search        | San Francisco, CA      | Estados Unidos     |
| 2011                       | Quiksilver Pro France      | Soorts-Hossegor        | Francia            |
| 2014                       | Volcom Fiji Pro            | Tavarua                | Fiyi               |
| 2014                       | Quicksilver Pro Gold Coast | Gold Coast, Queensland | Australia          |
| 2014                       | Billabong Pro Tahiti       | Teahupo'o              | Polinesia Francesa |

## Competiciones
2009
- Maresia Surf International, Florianópolis (Brasil) (WQS)

2011
- Super Surf International, Imbituba (Brasil) (WQS Prime)
- Airwalk Lacanau Pro Junior, Lacanau (Francia) (WQS)
- Sooruz Lacanau Pro, Lacanau (França) (WQS)
- San Miguel Pro, Zarauz (País Vasco) (WQS)
- Quiksilver Pro France, Hossegor (Francia) (WCT)
- Rip Curl Pro Search, São Francisco CA (EUA) (WCT)

2012
- Nike Lowers Pro, San Francisco CA (EUA) (WQS Prime)

2014
- Campeão do WCT
- Billabong Pro, Teahupoo, Taiti (Polinesia Francesa) (WCT)
- Quiksilver Pro, Gold Coast, Queensland (Australia) (WCT)
- Fiji Pro Namotu, Tavarua (Fiji) (WCT)

### Récord
- 2012 - Segundo surfista a realizar o back flip, un mortal de costas.[4]